# Ammogloborotaloidinae
Ammogloborotaloidinae es una subfamilia de foraminíferos bentónicos de la familia Trochamminidae, de la superfamilia Trochamminoidea, del suborden Trochamminina y del orden Trochamminida. Su rango cronoestratigráfico abarca el Holoceno.

## Discusión
Clasificaciones previas habían incluido a Ammogloborotaloidinae en el suborden Textulariina del orden Textulariida. Otras clasificaciones lo han incluido en el orden Lituolida.

## Clasificación
Ammogloborotaloidinae incluye al siguiente género:
- Ammogloborotaloides